# Gaston Alibert
Gaston Jules Louis Antoine Alibert (22. února 1878, Paříž – 26. prosince 1917, tamtéž) byl francouzský šermíř, specialista na šerm kordem; v této disciplíně se stal na Letních olympijských hrách 1908 v Londýně dvojnásobným olympijským vítězem, když zvítězil v soutěži jednotlivců i s družstvem Francie. Jako voják se na frontě za 1. světové války nakazil tuberkulózou, na niž předčasně zemřel.

## Gaston Alibert na olympijských hrách[1]
Gaston Alibert se zúčastnil soutěže jednotlivců v kordu již na Letních olympijských hrách 1900 v Paříži. V 1. kole byl ve své kvalifikační šestici nejlepší a postoupil do jedné ze šesti čtvrtfinálových skupin, kde měl za soupeře mj. i skvělého Kubánce Ramóna Fonsta, přesto i tuto skupinu vyhrál a stejně hladce vyhrál i jednu ze tří skupin semifinálových. Mezi devíti finalisty mu už však došly síly a nakonec skončil na sedmém místě v poměru zápasů 2:3.
O osm let na Letních olympijských hrách v Londýně si už své šance nenechal vzít. Základní skupinu vyhrál v poměru 6:0, soupeřem mu zde byl mj. i český reprezentant Otakar Lada. Beze ztráty zápasu vyhrál i druhé kolo, ve své skupině měl i dalšího českého šermíře Viléma Goppolda z Lobsdorfu. V semifinále v jedné ze dvou osmičlenných skupin sice utrpěl první ztráty, ale s pěti vítězstvími ani zde nedal soupeřům šanci. Ve finálové osmičce porazil oba své největší soupeře – stříbrného Alexandre Lippmanna i bronzového Eugène Oliviera, oba byli jeho kamarády z francouzské reprezentace. Ztrátu utrpěl pouze s Robertem Montgomeriem z Velké Británie a Nizozemcem Alfredem Laboucherem.
Ve čtvrtfinále soutěže mužstev se Francouzi střetli s Dánskem a porazili je 10:6. Alibert přitom vyhrál tři ze čtyř zápasů. V semifinále narazili na Velkou Británii, s níž si poradili poměrem 12:5, Alibert vyhrál všechny své čtyři zápasy, ve finále porazila Francie Belgii 9:7 a Alibert byl opět suverénní. Protože se na turnaji uplatnil tzv. systém Bergvall, poražená Belgie musela podstoupit zápas o 2.–3. místo s Velkou Británií, jíž podlehla. Olympijským vítězem se stala Francie, druhá byla Velká Británie a třetí Belgie. Sestava olympijských vítězů: Gaston Alibert, Herman Georges Berger, Charles Collignon, Eugène Olivier, Bernard Gravier, Alexandre Lippmann a Jean Stern.